# Districte de Bangalore Urbà
El districte de Bangalore Urbà és una divisió administrativa de l'Índia, a l'estat de Karnataka, creat el 15 d'agost de 1986 per divisió del districte de Bangalore en els districtes de Bangalore Urbà i Bangalore Rural
Està dividit en cinc talukes (anteriorment tres: North, South i Anekal)
- Bangalore North I
- Bangalore North II
- Bangalore East
- Bangalore South
- Anekal

També està dividida en 17 hiblis (unió de viles), 668 pobles i 9 corporacions municipals.
La seva població és de 6.537.124 habitants i la superfície de 2.190 km²